# But Daddy I Love Him
«But Daddy I Love Him» es una canción de la cantautora estadounidense Taylor Swift. Fue lanzado el 19 de abril de 2024 a través de Republic Records como la sexta canción del undécimo álbum de estudio de Swift, The Tortured Poets Department . La canción fue escrita por Swift y Aaron Dessner, quienes coprodujeron la canción junto a Jack Antonoff.

## Antecedentes y lanzamiento
Swift anunció The Tortured Poets Department el 4 de febrero de 2024 en la 66.ª edición de los Premios Grammy durante su discurso de aceptación del premio a Mejor Álbum Vocal Pop. Inmediatamente después del anuncio, la portada del álbum fue compartida en su perfil de Instagram. A través del sitio web de Swift, se habilito la preventa del álbum en formato vinilo, CD, casete y digital.
Se especula que la canción habla sobre la desaprobación de los fanáticos de Swift por su relación con el cantautor inglés Matty Healy. La pareja estuvo en una relación durante mayo de 2023, mientras Swift realizaba la etapa estadounidense de su sexta gira de conciertos, The Eras Tour. Healy ha suscitado controversia por los comentarios que ha hecho sobre mujeres negras, la rapera estadounidense Ice Spice y la propia Swift, que fueron interpretados por algunas fuentes de noticias como comentarios misóginos y racistas.

## Música y letra
«But Daddy I Love Him» aparece como la canción seis en todos los formatos de The Tortured Poets Department. Es la canción más larga del álbum, con una duración de 5 minutos y 40 segundos. La canción combina diversos géneros, tales como electrónica y folk rock con inclinación country. Líricamente, la canción habla de los detractores que critican la vida amorosa de Swift. Los fanáticos supusieron que el título de la canción es una cita directa de la película animada de 1989 La Sirenita. La protagonista de la película, Ariel, dice la frase en respuesta a la desaprobación de su padre tritón hacia el príncipe Eric, su amor platónico.
La letra puede interpretarse como la respuesta de Swift a las críticas recibidas por su romance anterior, por parte de sus propios fans incluso, donde rechaza la idea de buscar la aprobación del público y en cambio desea seguir sus propios sentimientos internos. La canción es vista como la hermana madura de «Love Story» de Fearless (2009), en la que Swift canta a su padre quien se opone a una relación.
El verso inicial contiene la frase «Acabo de enterarme de que estas personas sólo te crían para enjaularte». Establece la tensión entre Swift y los demás. La línea también hace eco a la canción de Swift, «This Is Me Trying», donde canta: «Me dijeron que todas mis jaulas eran mentales».

## Recepción
En una reseña del álbum, Helen Brown de The Independent escribió «la fuerza que [Swift] aporta a 'But Daddy I Love Him' es emocionante, ya que enlaza algunos tropos country para atacar a los trolls en línea». Samantha Olson de Cosmopolitan clasificó la canción en quinto lugar en su ranking de las cinco mejores canciones del álbum.